# Caroline Astor
Caroline Astor (22 septembre 1830 - 30 octobre 1908), née Schermerhorn, est une figure proéminente de la haute société newyorkaise durant l'âge doré. Elle était considérée comme la matriarche des anciennes familles de New York. Elle a notamment travaillé à codifier l'étiquette et les codes de ces familles et a tenté de déterminer qui, parmi les nouveaux riches, pouvait être introduit au sein des vieilles familles établies. Elle est la mère du colonel milliardaire John Jacob Astor IV, qui a péri dans le naufrage du Titanic.

## Jeunesse
Caroline est née le 22 septembre 1830 à New York, aux Etats-Unis. Elle est la fille d'Abraham Schermerhorn (1783-1850), un riche homme d'affaires américain, et d'Helen van Courtlandt White (1792-1881), mariés en 1809. Elle est par ses deux parents membre de l'aristocratie néerlandaise et descendante des premiers colons. Elle était la cadette de neuf enfants et était surnommée "Lina" au sein du cercle familial.
Caroline Schermerhorn a été éduquée dans une école dirigée par un émigré français, M. Bensee. Elle y a appris les règles de savoir vivre ainsi que le français qu'elle parlait parfaitement. Cette influence est restée longtemps marquée chez Mrs. Astor qui  croyait fermement en la supériorité des institutions françaises (la cuisine, les bijoux, les peintures, etc). Elle possédait notamment un appartement à Paris, au 146 Avenue des Champs-Elysées, au sein duquel elle se rendait plusieurs mois par an.

## Vie familiale
En septembre 1853, le 24, Caroline épouse William Backhouse Astor (1829-1892), à Manhattan. La famille de son époux, les Astor, s'était fortement enrichie durant le XIXe siècle grâce à de nombreux investissements immobiliers à New York.
Caroline et William eurent cinq enfants :
- Emily Astor (1854-1881), épouse de James John Van Alen (1848-1923), un politicien américain[7],[8].
- Helen Astor (1858-1893), épouse de James Roosevelt (1854-1927), demi-frère du futur président Franklin D. Roosevelt[7],[9].
- Charlotte Augusta Astor (1858-1920), épouse de James Coleman Drayton[7],[10].
- Caroline Astor (1861-1948), surnommée "Carrie", épouse de Marshall Orme Wilson (1860-1926)[7],[11].
- John Jacob Astor IV (1864-1912), qui a épousé Ava Lowle Willing puis Madeleine Talmage Force. Il a péri pendant le naufrage du Titanic[7],[12].

## Mondanité

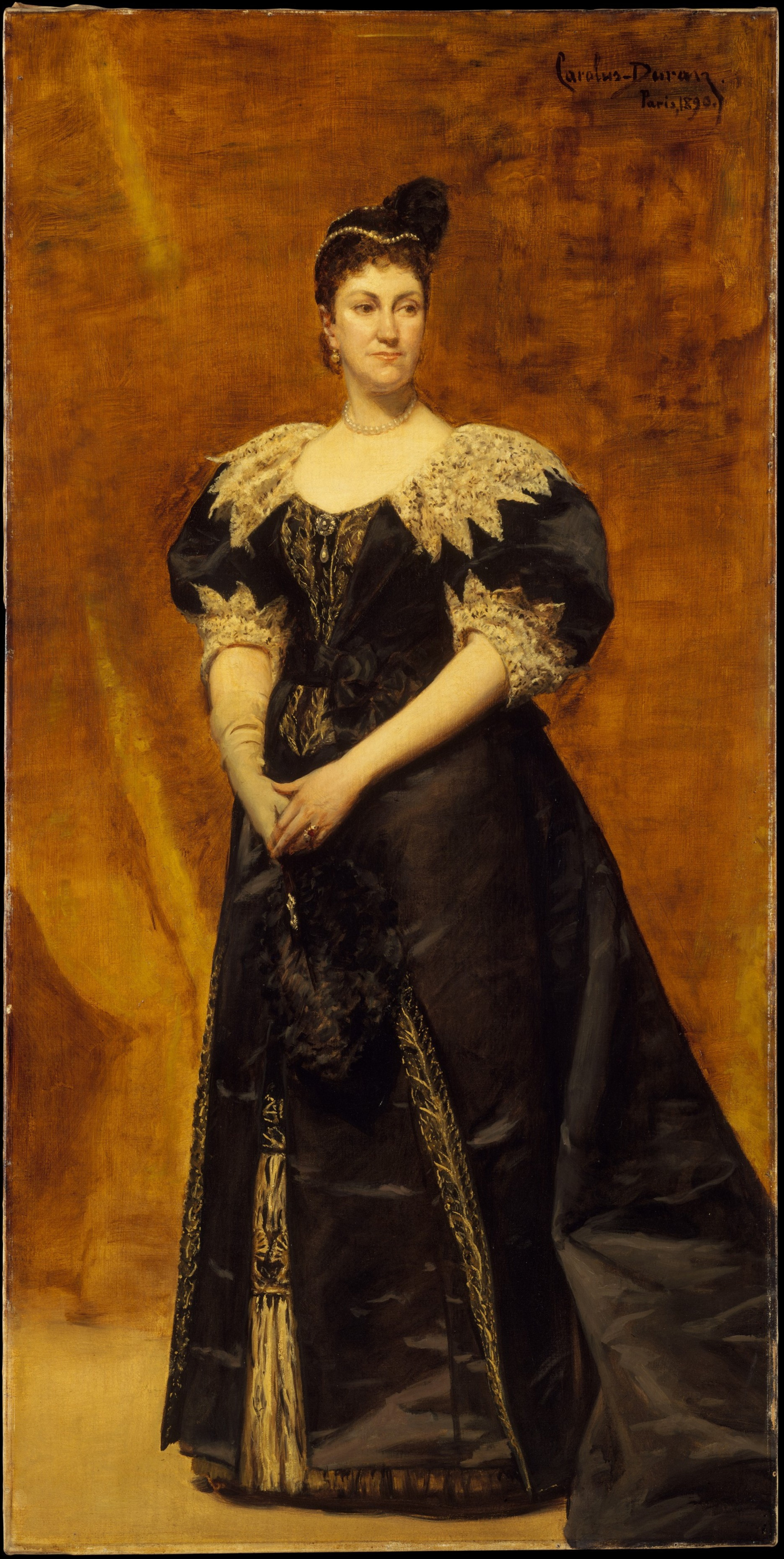
Mrs. William Astor (Caroline Webster Schermerhorn, 1831-1908). 1890. CAROLUS-DURAN.

Bien que sa vie mondaine soit presque inexistante avant la fin des années 1860, c'est à partir de l'arrivée massive de nouveaux riches à New York, due à l'industrialisation croissante et l'accélération des échanges économiques, qu'elle se présenta en arbitre de la classe supérieure new-yorkaise. Elle était déterminée à préserver la préséance et la primauté des anciennes familles sur les nouveaux riches. A cette fin, elle supplanta sa belle sœur, l'épouse de John Jacob Astor III, et s'appuya sur le très mondain Ward McAllister. Avec ce dernier, Mrs. Astor mis en place la liste dite des "Quatre cents". Celle-ci, publiée dans le New York Times en 1892, reprend les noms des quatre cents personnes les plus dignes de la ville. Ce chiffre n'est pas sélectionné par hasard puisqu'il renvoie à la capacité d'accueil de la salle de bal de Caroline Astor.
Mrs. Astor s'est imposée comme la "reine" de cette société huppée grâce à ses diners très sélectifs et son bal annuel donné en janvier cependant, elle dut permettre à une parvenue, Alva Belmont, d'intégrer la bonne société en 1883 sous peine de se voir déclassée. Effectivement, cette dernière avait organisé un somptueux bal masqué et Caroline du mettre ses valeurs de côté pour assurer une invitation à sa fille Carrie.
A cette époque, les Astor résidaient dans un manoir au croisement de la Cinquième Avenue et de la 34e rue, à l'emplacement actuel de l'Empire State Building. Les choses commencèrent à changer dans les années 1880 lorsqu'un somptueux manoir fut construit juste en face de chez Mrs. Astor, par Alexander Stewart, un parvenu. Celui-ci était plus grand et plus luxueux que la demeure des Astor et leur volait la vedette. Malgré tout, monsieur Stewart fut maintenu dans sa qualité de parvenu. Pour aggraver la situation, le neveu de Caroline, Waldorf Astor, décida de quitter la ville pour l'Angleterre. Il n'aimait pas que sa tante soit considérée comme la seule Mrs. Astor, alors qu'il avait lui-même une épouse. Il fit détruire sa demeure, attenante au manoir de Caroline Astor, et fit bâtir un immeuble d'habitations. Du jour au lendemain, la famille se retrouvait donc entourée de part et d'autre de parvenus et d'inconnus.
Son fils la persuada alors de déménager. Ils firent bâtir un double manoir, plus haut sur la Cinquième Avenue, en face de central parc. La moitié était dédiée à Caroline, l'autre moitié à son fils et son épouse. Leur ancien manoir fut remplacé par un hôtel appelé "Astoria" et qui fut plus tard fusionné avec l'immeuble de Waldorf. Ils fondèrent le Waldorf-Astoria, l'un des hôtels les plus prestigieux du monde à cette époque.

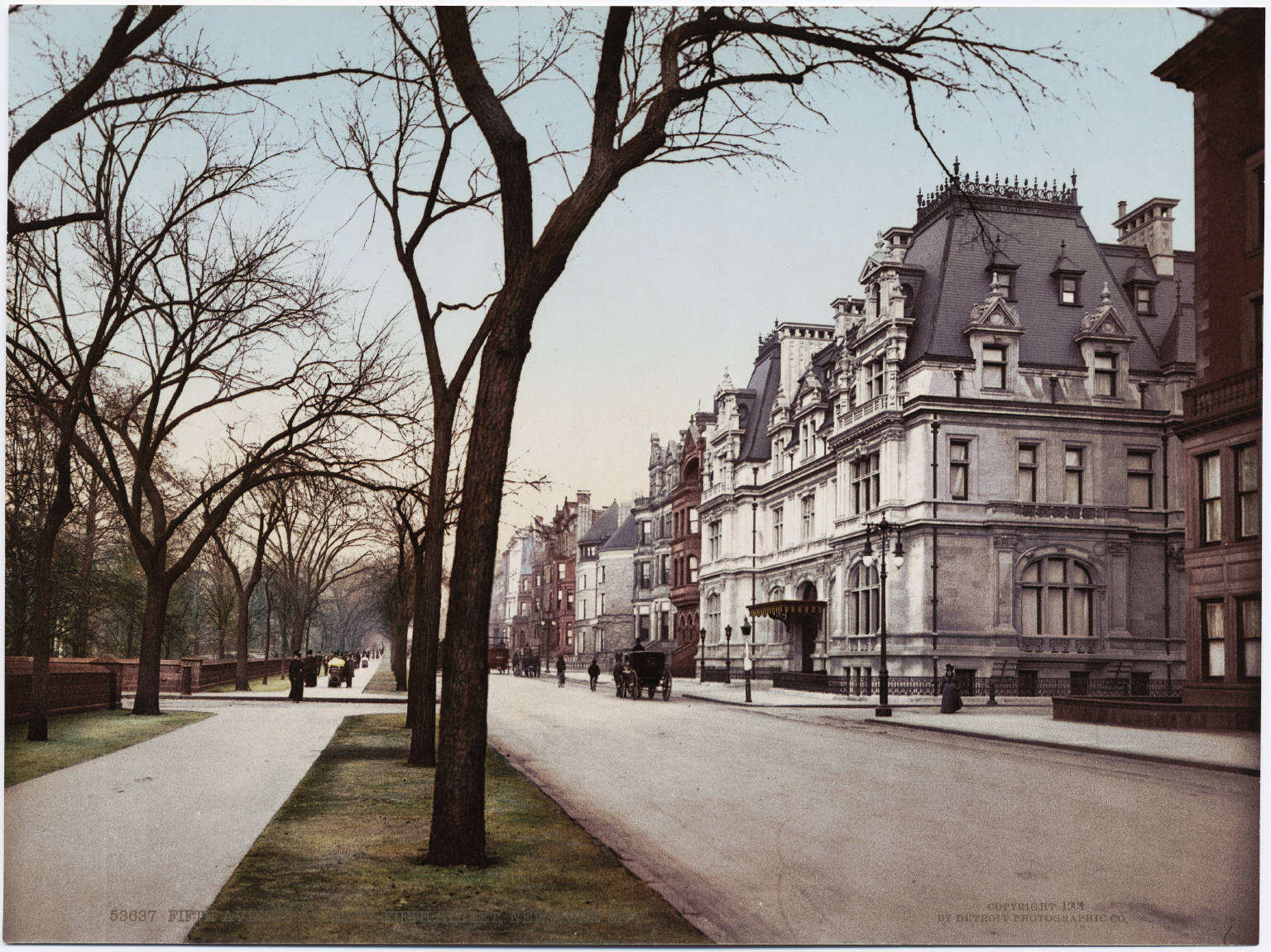
Manoir des Astor. Carte postale photochromique. Publiée par la Detroit Photographic Company. Entre 1897-1924.

## Fin de vie
Caroline Astor est décédée chez elle le 30 octobre 1908, d'une insuffisance cardiaque. S'étant cassée la hanche en 1905, elle fut forcée de vivre recluse pour les trois dernières années de sa vie et sombra dans la démence. Ses funérailles furent données dans sa demeure sur la Cinquième Avenue et elle fut inhumée dans le caveau familial de la famille Astor.

## Dans la culture
Mrs. Astor joue un rôle important dans la série The Gilded Age sortie en 2022 sur HBO. Elle y incarne l'arbitre mondaine par excellence. Elle est incarnée par Donna Murphy.